# Juleøl
Juleøl eller nisseøl er traditionelt en mørk, alkoholsvag og sød hvidtøl, der er brygget på karamel- og chokolademalt. Øllets farve stammer fra de store mængder af münchner-, chokolade- og karamelmalt, der bruges til brygningen. Den nydes typisk til de fede julemåltider, i samme stil som søde vine bliver serveret til eksempelvis ost, og også gerne af børn grundet typens særligt lave alkoholprocent.
Juleøl betegnelsen benyttes populært også om julebryg til forveksling, da julebryg ofte er stærke øl.

## Juleøllets brygning
Juleøllets smag er i lighed til det, som traditionel dansk øl typisk smagte af, før mange af de danske bryggerier udviklede sig fra at være hvidtølsbryggerier, til at brygge øl i bayersk stil fra 1850'erne. Juleølsalget er domineret af mærket Kongens Bryghus' "Hvidtøl", der i sæsonen sælges som "KB Juleøl" (men som nu produceres af Carlsberg). KB hvidtøl kan datere produktionen tilbage til år 1443. Andre bryggerier har også juleøl med tilsvarende smag. Det gælder f.eks. Ceres og Harboe.
Smagen er sød, fordi gæringen stoppes meget tidligt, hvorved kun en lille del af sukkeret omdannes til alkohol, mens resten giver juleøl sin sødme. Den typiske alkoholprocent på 1,7 – 1,9 svarer til 0.4 (1.7 %) genstand pr. flaske. KB Hvidtøl har f.eks. en alkoholprocent på 1,7.
Juleøllets nærmest sorte farve skyldes de store mængder lager-, farve-, og karamelmalt, der bruges til brygningen. Oprindelig blev denne øltype brygget på vind- eller lufttørret malt, som kaldtes for hvidmalt.
Juleøl drikkes ofte som tilbehør til risengrød. Juleøl kan også nydes til frokost, f.eks. sammen med smørrebrød.